# Pressy
Pressy település Franciaországban, Pas-de-Calais megyében. Lakosainak száma 299 fő (2022. január 1.). Pressy Pernes, Bours, Marest, Sachin, Sains-lès-Pernes és Tangry községekkel határos.

## Népesség
A település népességének változása:
| Lakosok száma | 292  | 307  | 321  | 317  | 317  | 314  | 309  | 304  | 299  |
|               | 2013 | 2015 | 2016 | 2017 | 2018 | 2019 | 2020 | 2021 | 2022 |